# Не може тиква с кумпијером
„Не може тиква с кумпијером” је југословенски ТВ филм из 1977. године. Режирао га је Иван Фогл а сценарио је написала Даница Сарић.

## Улоге
| Глумац               | Улога |
| -------------------- | ----- |
| Руди Алвађ           |       |
| Александар Џуверовић |       |
| Вера Маргетиђ        |       |
| Михајло Мрваљевић    |       |
| Ратко Петковић       |       |
| Васја Станковић      |       |